# Entrada de virus a la célula
Los virus se reproducen dentro de las células vivas del huésped y usan la maquinaria celular para sintetizar su propio genoma y demás componentes. Para lograr entrar a las células, han desarrollado una variedad de mecanismos para introducir sus genes y proteínas a las células del hospedero.
La infección por virus que se encuentran envueltos por una membrana lipídica procede a través de la fusión de la membrana viral con la membrana de la célula huésped. Las "proteínas de fusión" facilitan este proceso. Estas proteínas tienen estructuras muy variadas pero todas parecen tener el mismo mecanismo de acción, donde sufren cambios en su conformación con el fin de unir ambas membranas.

## Introducción
Los virus son agentes muy infecciosos que para reproducirse requieren estar dentro de una célula, es decir, que son [parásitos] obligados intracelulares. Las partículas virales deben transferir su genoma y proteínas accesorias de una célula huésped infectada a otra célula no infectada. Esta tarea involucra el empaquetamiento del genoma viral y las proteínas accesorias, la liberación del paquete de la célula infectada, la protección de los componentes esenciales durante la transmisión fuera de la célula y la entrega de dicha bolsa a una nueva célula.1
A un virus con la capacidad de infectar a una célula se le conoce como virión. Un virión contiene un genoma que puede ser de ADN o ARN, envuelto en una capa de proteínas llamada cápside o nucleocápside. Algunos virus tienen una capa lipídica envolviendo la nucleocápside. La función de la cápside es proteger el genoma viral mientras se encuentra fuera de la célula y promover la entrada del genoma en una nueva célula susceptible.
Para iniciar la replicación en una célula huésped, la mayoría de los virus deben adherirse a la membrana plasmática, una interacción mediada por la unión específica a un receptor, que es una molécula, generalmente una proteína, que se encuentra en la superficie de la membrana. Existen excepciones a este mecanismo, como los virus de las plantas, que se cree que aprovechan aberturas causadas por daño mecánico para entrar a las células. Para algunos virus, el receptor es la única molécula requerida para entrar a las células; para otros, la unión a un receptor no es suficiente para infectar al huésped por lo que otra molécula de membrana, un correceptor, es requerido para su entrada.

### Liberación de material genético
Una entrada exitosa de un virus a una célula huésped requiere de una compleja serie de pasos: El virus debe cruzar la membrana plasmática, debe desenvolverse para que su genoma quede accesible en el citoplasma y se debe enviar su genoma hacia el compartimento celular correcto. Las membranas celulares no son permeables a partículas tan grandes como los virus, por lo que para cruzar estas barreras los virus utilizan rutas específicas de transporte, que son las mismas que utilizan las moléculas más grandes para entrar a la célula. Por esto, los virus deben ser capaces de sufrir transformaciones estructurales que son importante para anclarse y entrar a la célula y para su posterior desmontaje requerido para su replicación intracelular. Este desmontaje normalmente comienza con cambios conformacionales en la cápside, en algunos casos la interacción del virus con su célula receptora inicia los cambios conformacionales que preparan a la cápside para desenvolverse.

## Proteínas de unión a receptores

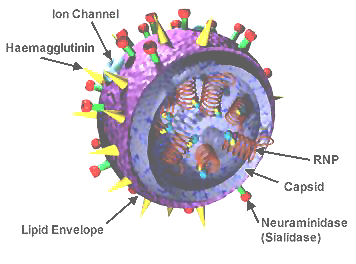
Virus de la influenza. Se pueden observar sus glicoproteínas puntiagudas (hemaglutininas) que actúan interaccionando con la membrana huésped.

En virus envueltos, las glicoproteínas puntiagudas son las que se unen a los receptores. Generalmente son proteínas multifuncionales que adicionalmente sirven como factores de fusión de membranas y/o enzimas destructoras de receptores. Un ejemplo de proteínas que cumplen con esta función son las hemaglutininas (HA) del virus de la influenza, el cual se une al ácido siálico encontrado en la membrana de algunas células.
Los receptores de la célula son moléculas que se encuentran en la superficie de la membrana que proveen funciones esenciales en el proceso de infección. En situaciones simples, los receptores pueden elegir como blanco a virus para realizar endocitosis, alternativamente, los receptores pueden ser utilizados para activar rutas de señalización que faciliten la entrada de eventos de fusión y penetración en la superficie de una célula blanco.
El receptor celular puede determinar el rango de potenciales hospederos de un virus, así como su habilidad para infectar un animal o un tipo de célula en particular. Por ejemplo, el poliovirus infecta primates pero no puede infectar ratones debido a que estos últimos sintetizan una proteína parecida al receptor del poliovirus, pero es lo suficientemente diferente para que el virus no pueda entrar a la célula.
Muchos virus de mamíferos inicialmente ganan acceso a sus huéspedes cruzando barreras epiteliales en los tractos respiratorios, digestivos o reproductivos, ya sea con o sin la infección de las células epiteliales en sí mismas. Aunque los tejidos epiteliales actúan como barreras entre las cavidades del cuerpo y el tejido interno, los virus se adaptan para encontrar caminos para atravesarlas.

## Endocitosis
La endocitosis es el proceso de incorporación de líquido o de moléculas grandes en la célula mediante un pliegue interno de la membrana celular y la posterior formación de vesículas endocíticas intracelulares.  El tamaño de las vesículas endocíticas comprende dos tipos de endocitosis: pinocitosis, que comprende vesículas pequeñas y fagocitosis, que comprende vesículas más grandes. Los receptores permiten la endocitosis de grandes concentraciones de moléculas, este proceso se conoce como endocitosis mediada por receptores.
Muchos virus de animales se aprovechan de la maquinaria endocítica de la célula para entrar y producir infección. Una de las ventajas de la entrada endocítica es que los virus tienen una entrada fácil al  citoplasma;  se debe a que las vesículas endocíticas están diseñadas para atravesar las barreras del citoesqueleto y el citoplasma. Esta vía de entrada también tiene la ventaja de no dejar glicoproteínas virales en la membrana celular, por lo que el sistema inmune no será capaz de detectarlo.